# Perwozwaniwka (obwód kirowohradzki)
Perwozwaniwka (ukr. Первозванівка) – wieś na Ukrainie, w obwodzie kirowohradzkim, w rejonie kropywnyckim, siedziba hromady. W 2001 liczyła 546 mieszkańców, spośród których 481 wskazało jako ojczysty język ukraiński, 61 rosyjski, 3 mołdawski, a 1 ormiański.